# Reprezentacja Brazylii w futsalu mężczyzn
Reprezentacja Brazylii w futsalu reprezentuje Brazylię podczas międzynarodowych turniejów futsalowych. Jest pod dyrekcją Confederação Brasileira de Futebol. Jest uważana za najlepszą reprezentację futsalową na świecie, zdobyli 3 mistrzostwa świata z rzędu. Posiadają również rekord 12 wygranych w Mistrzostw Ameryki Południowej znanej również jako Copa America – FIFA Futsal i 5 wygranych w Taça América de Futsal. Od lutego 2008 Brazylia jest pierwsza w Światowym Rankingu Futsalu. Brazylijczycy zagrali w 3 Mistrzostwach Świata i wszystkie zakończyli na podium.
- Przeszłość

We wczesnych czasach Mistrzostw Świata FIFA, Brazylia miała siły aby liczyć się na arenie międzynarodowej. Canarinhos zdobyli mistrzostwo w trzech pierwszych edycjach turnieju, w Holandii (1989), Hongkongu (1992) i Hiszpanii (1996), ale Hiszpania zaczęła ich wtedy wyprzedzać w futsalu. La Furia Roja okazał się zbyt silny dla Brazylii w finale w Gwatemali (2000) i fazie półfinałowej na Tajwanie (2004), gdzie mieli zamiar zdobyć tytuł raz jeszcze.
- Obecnie

Ponieważ Brazylia została gospodarzem turnieju w 2008, powrót na szczyt stał się sprawą dumy narodowej. Trener Paulo Cesar de Oliveira znalazł właściwą "mieszankę" graczy z domowej brazylijskiej ligi – takie jak Falcao, gracza mistrzostw na Tajwanie – i tych grających w hiszpańskiej oraz włoskiej lidze. Naszpikowana gwiazdami drużyna Canarinhos wygrała mistrzostwa, pokonując w finale Hiszpanię w karnych.

## Obecny skład
Trener :  Paulo Cesar De Oliveira
| #  | Pozycja | Imię i nazwisko | Klub                    |
| -- | ------- | --------------- | ----------------------- |
|    | GK      | Danilo          | Carlos Barbosa          |
|    | GK      | Franklin        | Malwee Futsal           |
|    | GK      | Rogério         | Joinville/Krona/DalPont |
| 2  | GK      | Tiago           | Malwee Futsal           |
|    | DF      | Carlinhos       | Lobelle de Santiago     |
|    | DF      | Ciço            | ElPozo Murcia           |
|    | DF      | Jonas           | Ulbra/Suzano            |
|    | DF      | Schumacher      | Inter Movistar          |
|    | FL      | Ari             | Malwee Futsal           |
| 12 | FL      | Falcão          | Malwee Futsal           |
|    | FL      | Gabriel         | Inter Movistar          |
|    | FL      | Marquinho       | Inter Movistar          |
|    | FL      | Maurício        | ElPozo Murcia           |
|    | FL      | Rato            | Playas de Castellón     |
|    | FL      | Valdin          | Cortiana/UCS/AFF        |
|    | FL      | Vinícius        | ElPozo Murcia           |
|    | PI      | Betão           | Inter Movistar          |
|    | PI      | Lenísio         | Malwee Futsal           |
|    | PI      | Lukaian         | MRA Navarra             |
|    | PI      | Wilde           | ElPozo Murcia           |
|    | PI      | Willian         | Malwee Futsal           |

### Byłe gwiazdy
- Marquinhos (1989)
- Jorginho (1992)
- Manoel Tobias (1992- 2000)
- Vander (1992-2000)
- Choco (1996 i 2000)

## Turnieje

### Mistrzostwa świata w futsalu
- 1989 –  Mistrzostwo
- 1992 –  Mistrzostwo
- 1996 –  Mistrzostwo
- 2000 –  2 miejsce
- 2004 –  3 miejsce
- 2008 –  Mistrzostwo
- 2012 –  Mistrzostwo
- 2016 – 1/8 finału
- 2021 –  3 miejsce
- 2024 –  Mistrzostwo

### Copa América w futsalu
- 1964 –  2 miejsce
- 1969 –  Mistrzostwo
- 1971 –  Mistrzostwo
- 1973 –  Mistrzostwo
- 1975 –  Mistrzostwo
- 1976 –  Mistrzostwo
- 1977 –  Mistrzostwo
- 1979 –  Mistrzostwo
- 1983 –  Mistrzostwo
- 1986 –  Mistrzostwo
- 1989 –  Mistrzostwo
- 1992 –  Mistrzostwo

Taça América de Futsal
- 1995 –  Mistrzostwo
- 1996 –  Mistrzostwo
- 1997 –  Mistrzostwo
- 1998 –  Mistrzostwo
- 1999 –  Mistrzostwo

Copa América
- 2000 –  Mistrzostwo
- 2003 –  2 miejsce
- 2008 –  Mistrzostwo

### Grand Prix de Futsal
- 2005 –  Mistrzostwo
- 2006 –  Mistrzostwo
- 2007 –  Mistrzostwo
- 2008 –  Mistrzostwo

### Pan American Gamesrecord
- 2007 –  Mistrzostwo

### FIFUSA/AMF Futsal World Cup
- 1982 –  Mistrzostwo
- 1985 –  Mistrzostwo
- 1988 –  2 miejsce
- 1991 –  3 miejsce
- 1994 – 4 miejsce
- 1997 –  3 miejsce
- 2000 – 1/4 finału
- 2003 – 1/4 finału
- 2007 – Nie weszli

### Odesur Games
- 2002 –  Mistrzostwo
- 2006 –  Mistrzostwo

### Futsal Mundialito
- 1994 – Nie weszli
- 1995 –  Mistrzostwo
- 1996 –  Mistrzostwo
- 1998 –  Mistrzostwo
- 2001 –  Mistrzostwo
- 2002 –  Mistrzostwo
- 2006 – Nie weszli
- 2007 – Nie weszli

### Futsal Pyramids Cup
- 2002 –  Mistrzostwo
- 2003 –  3 miejsce

### Futsal World Tournament
- 1986 – 8 miejsce
- 1987 –  3 miejsce
- 1987 –  2 miejsce

### Panamerican FIFUSA Championship
- 1996 – 4 miejsce

### Jogos da Lusofonia
- 2006 –  Mistrzostwo

### Futsal Tiger's Cup
- 1997 –  2 miejsce
- 1999 –  Champions
- 2001 –  2 miejsce

### KL World 5's (Futsal, Kuala Lumpur)
- 2003 –  2nd place

### IBSA Blind Futsal World Championship
- 1998 –  Champions
- 2000 –  Champions
- 2002 –  3rd place
- 2006 –  2nd place